# Lago Maladumba
Il Maladumba è un lago situato nello stato nigeriano di Bauchi.

## Posizione
Si trova nella parte settentrionale dell'altopiano di Bauchi, circa 120 km a nord-est della città di Bauchi, 18 km a sud-ovest di Misau e 2 km ad ovest di Shelon, un piccolo villaggio di pescatori. È un lago poco profondo, con una profondità media di circa due metri, e si trova lungo il letto del fiume Kuka, che esce dal lago con il nome di Kari. Questo è un affluente del Komadugu Gana, e pertanto il lago appartiene al sistema fluviale del Komadugu Yobe, un fiume del bacino del Ciad che fino agli anni '80 si gettava nel lago Ciad.

## Clima
Il clima nella regione del lago è caratterizzato da una netta separazione tra stagione secca e umida. La stagione delle piogge dura da maggio a ottobre e le precipitazioni raggiungono la maggiore intensità con l'arrivo del monsone dell'Africa occidentale, a partire da giugno. Durante questo periodo cadono in media 800 mm di pioggia. La stagione secca dura da novembre ad aprile ed è meteorologicamente determinata dall'aliseo di nord-est, l'harmattan. Le temperature medie variano da 26 °C quando soffia l'harmattan fino a 34 °C in aprile e maggio, il periodo più caldo dell'anno.

## Il santuario naturale
Il lago Maladumba copre in media un'area di 18,6 km² e si trova all'interno di un'area protetta, la Maladumba Lake Forest Reserve (51,8 km²), che nel 30 aprile 2008 è stata inserita nell'elenco delle zone umide di importanza internazionale della Convenzione di Ramsar. Il lago è lungo circa 5 km, ha una larghezza media di 300-400 metri e ospita una grande varietà di flora e fauna tipiche della regione del Sudan.

## Flora e fauna
Nel lago si trovano 29 specie ittiche, tra cui il gimnarco del Nilo (Gymnarchus niloticus), varie specie delle famiglie Latidae e Bagridae e il pesce tigre (Hydrocynus spp.). Nella Forest Reserve circostante crescono 175 specie di piante, tra cui 26 specie tra alberi e arbusti. Tra questi figurano Acacia kamerunensis, Acacia nilotica, Combretum nigricans, Combretum molle, Tamarindus indica, Holarrhena floribunda, Burkea africana, Anogeissus leocarpa e Adansonia digitata. In questa zona vivono il bufalo cafro (Syncerus caffer), il tragelafo striato (Tragelaphus scriptus), l'oritteropo (Orycteropus afer), la civetta africana (Civettictis civetta), la genetta (Genetta spp.), il porcospino Atherurus africanus, la scimmia rossa (Erythrocebus patas) e il varano (Varanus spp.).